# Don’t look back!
„Don't look back!” – jedenasty singel japońskiego zespołu NMB48, wydany w Japonii 31 marca 2015 roku przez laugh out loud records.
Singel został wydany w siedmiu edycjach: trzech regularnych i trzech limitowanych (Type A, Type B, Type C) oraz „teatralnej” (CD). Osiągnął 2 pozycję w rankingu Oricon i pozostał na liście przez 26 tygodni, sprzedał się w nakładzie 532 379 egzemplarzy. Singel zdobył status potrójnej platynowej płyty.

## Lista utworów
Wszystkie utwory zostały napisane przez Yasushiego Akimoto.

### Type A
Wersja regularna
| CD | CD                                                     | CD                  | CD                  | CD      |
| Nr | Tytuł utworu                                           | Kompozycja          | Aranżacja           | Długość |
| -- | ------------------------------------------------------ | ------------------- | ------------------- | ------- |
| 1. | „Don't look back!”                                     | Carlos K.           | Seiji Mutō          | 4:22    |
| 2. | „Sotsugyō ryokō” (jap. 卒業旅行)                       | Takamitsu Shimazaki | Takamitsu Shimazaki | 4:49    |
| 3. | „Ren'ai Petenshi” (jap. 恋愛ペテン師) (wyk. Team N)    | Kōhei Wada          | Kōhei Wada          | 4:27    |
| 4. | „Don't look back!” (off vocal ver.)                    | Carlos K.           | Seiji Mutō          | 4:22    |
| 5. | „Sotsugyō ryokō” (jap. 卒業旅行) (off vocal ver.)      | Takamitsu Shimazaki | Takamitsu Shimazaki | 4:49    |
| 6. | „Ren'ai Petenshi” (jap. 恋愛ペテン師) (off vocal ver.) | Kōhei Wada          | Kōhei Wada          | 4:27    |

| DVD | DVD                                                           | DVD     |
| Nr  | Tytuł utworu                                                  | Długość |
| --- | ------------------------------------------------------------- | ------- |
| 1.  | „Don't look back!” (Music Video)                              |         |
| 2.  | „Don't look back!” (Music Video Dancing Version)              |         |
| 3.  | „Ren'ai Petenshi” (jap. 恋愛ペテン師) (Music Video)           |         |
| 4.  | „Seishun no Lap Time” (jap. 青春のラップタイム) (Music Video) |         |

Wersja limitowana
| CD | CD                                                                     | CD               | CD               | CD      |
| Nr | Tytuł utworu                                                           | Kompozycja       | Aranżacja        | Długość |
| -- | ---------------------------------------------------------------------- | ---------------- | ---------------- | ------- |
| 1. | „Don't look back!”                                                     | Carlos K.        | Seiji Mutō       | 4:22    |
| 2. | „Nietzsche senpai” (jap. ニーチェ先輩) (wyk. Namba Teppōtai Sono Roku) | Shūtarō Katagiri | Shūtarō Katagiri | 4:12    |
| 3. | „Ren'ai Petenshi” (jap. 恋愛ペテン師) (wyk. Team N)                    | Kōhei Wada       | Kōhei Wada       | 4:27    |
| 4. | „Don't look back!” (off vocal ver.)                                    | Carlos K.        | Seiji Mutō       | 4:22    |
| 5. | „Nietzsche senpai” (jap. ニーチェ先輩) (off vocal ver.)                | Shūtarō Katagiri | Shūtarō Katagiri | 4:12    |
| 6. | „Ren'ai Petenshi” (jap. 恋愛ペテン師) (off vocal ver.)                 | Kōhei Wada       | Kōhei Wada       | 4:27    |

| DVD | DVD | DVD     |
| Nr  | Tytuł utworu | Długość |
| --- | --- | ------- |
| 1.  | „NMB48 4th Anniversary Live @Grand Cube Osaka Main Hall (2014.10.14)” (jap. NMB48 4th Anniversary Live @グランキューブ大阪メインホール（2014年10月14日）) |         |

### Type B
Wersja regularna
| CD | CD                                                        | CD                  | CD                   | CD      |
| Nr | Tytuł utworu                                              | Kompozycja          | Aranżacja            | Długość |
| -- | --------------------------------------------------------- | ------------------- | -------------------- | ------- |
| 1. | „Don't look back!”                                        | Carlos K.           | Seiji Mutō           | 4:22    |
| 2. | „Sotsugyō ryokō” (jap. 卒業旅行)                          | Takamitsu Shimazaki | Takamitsu Shimazaki  | 4:49    |
| 3. | „Heart, sakebu.” (jap. ハート、叫ぶ。) (wyk. Team M)      | Takanori Fujimoto   | Yūichi "Masa" Nonaka | 3:52    |
| 4. | „Minna, daisuki” (jap. みんな、大好き) (wyk. Nana Yamada) | Tomonori Inoue      | Mine Kushita         | 4:49    |
| 5. | „Don't look back!” (off vocal ver.)                       | Carlos K.           | Seiji Mutō           | 4:22    |
| 6. | „Sotsugyō ryokō” (jap. 卒業旅行)                          | Takamitsu Shimazaki | Takamitsu Shimazaki  | 4:49    |
| 7. | „Heart, sakebu.” (jap. ハート、叫ぶ。) (off vocal ver.)   | Takanori Fujimoto   | Yūichi "Masa" Nonaka | 3:52    |
| 8. | „Minna, daisuki” (jap. みんな、大好き) (off vocal ver.)   | Tomonori Inoue      | Mine Kushita         | 4:49    |

| DVD | DVD                                                  | DVD     |
| Nr  | Tytuł utworu                                         | Długość |
| --- | ---------------------------------------------------- | ------- |
| 1.  | „Don't look back!” (Music Video)                     |         |
| 2.  | „Don't look back!” (Music Video Dancing Version)     |         |
| 3.  | „Heart, sakebu.” (jap. ハート、叫ぶ。) (Music Video) |         |
| 4.  | „Tomodachi” (jap. 友達) (Live Music Video)           |         |

Wersja limitowana
| CD | CD                                                                     | CD                | CD                   | CD      |
| Nr | Tytuł utworu                                                           | Kompozycja        | Aranżacja            | Długość |
| -- | ---------------------------------------------------------------------- | ----------------- | -------------------- | ------- |
| 1. | „Don't look back!”                                                     | Carlos K.         | Seiji Mutō           | 4:22    |
| 2. | „Nietzsche senpai” (jap. ニーチェ先輩) (wyk. Namba Teppōtai Sono Roku) | Shūtarō Katagiri  | Shūtarō Katagiri     | 4:12    |
| 3. | „Heart, sakebu.” (jap. ハート、叫ぶ。) (wyk. Team M)                   | Takanori Fujimoto | Yūichi "Masa" Nonaka | 3:52    |
| 4. | „Minna, daisuki” (jap. みんな、大好き) (wyk. Nana Yamada)              | Tomonori Inoue    | Mine Kushita         | 4:49    |
| 5. | „Don't look back!” (off vocal ver.)                                    | Carlos K.         | Seiji Mutō           | 4:22    |
| 6. | „Nietzsche senpai” (jap. ニーチェ先輩) (off vocal ver.)                | Shūtarō Katagiri  | Shūtarō Katagiri     | 4:12    |
| 7. | „Heart, sakebu.” (jap. ハート、叫ぶ。) (off vocal ver.)                | Takanori Fujimoto | Yūichi "Masa" Nonaka | 3:52    |
| 8. | „Minna, daisuki” (jap. みんな、大好き) (off vocal ver.)                | Tomonori Inoue    | Mine Kushita         | 4:49    |

| DVD | DVD | DVD     |
| Nr  | Tytuł utworu | Długość |
| --- | --- | ------- |
| 1.  | „NMB48 4th Anniversary Live @Grand Cube Osaka Main Hall (2014.10.15)” (jap. NMB48 4th Anniversary Live @グランキューブ大阪メインホール（2014年10月15日）) |         |

### Type C
Wersja regularna
| CD | CD                                                           | CD                  | CD                  | CD      |
| Nr | Tytuł utworu                                                 | Kompozycja          | Aranżacja           | Długość |
| -- | ------------------------------------------------------------ | ------------------- | ------------------- | ------- |
| 1. | „Don't look back!”                                           | Carlos K.           | Seiji Mutō          | 4:22    |
| 2. | „Sotsugyō ryokō” (jap. 卒業旅行)                             | Takamitsu Shimazaki | Takamitsu Shimazaki | 4:49    |
| 3. | „Romantic Snow” (jap. ロマンティックスノー) (wyk. Team BII)  | Yuka Uchiyae        | Makoto Wakatabe     | 4:18    |
| 4. | „Don't look back!” (off vocal ver.)                          | Carlos K.           | Seiji Mutō          | 4:22    |
| 5. | „Sotsugyō ryokō” (jap. 卒業旅行) (off vocal ver.)            | Takamitsu Shimazaki | Takamitsu Shimazaki | 4:49    |
| 6. | „Romantic Snow” (jap. ロマンティックスノー) (off vocal ver.) | Yuka Uchiyae        | Makoto Wakatabe     | 4:18    |

| DVD | DVD                                                                                                   | DVD     |
| Nr  | Tytuł utworu                                                                                          | Długość |
| --- | --- | ------- |
| 1.  | „Don't look back!” (Music Video)                                                                      |         |
| 2.  | „Don't look back!” (Music Video Dancing Version)                                                      |         |
| 3.  | „Romantic Snow” (jap. ロマンティックスノー) (Music Video)                                             |         |
| 4.  | „Tokuten eizō: NMB48 feat. Yoshimoto Shinkigeki Vol. 11” (jap. 特典映像 NMB48 feat.吉本新喜劇 Vol.11) |         |

Wersja limitowana
| CD | CD                                                                     | CD               | CD               | CD      |
| Nr | Tytuł utworu                                                           | Kompozycja       | Aranżacja        | Długość |
| -- | ---------------------------------------------------------------------- | ---------------- | ---------------- | ------- |
| 1. | „Don't look back!”                                                     | Carlos K.        | Seiji Mutō       | 4:22    |
| 2. | „Nietzsche senpai” (jap. ニーチェ先輩) (wyk. Namba Teppōtai Sono Roku) | Shūtarō Katagiri | Shūtarō Katagiri | 4:12    |
| 3. | „Romantic Snow” (jap. ロマンティックスノー) (wyk. Team BII)            | Yuka Uchiyae     | Makoto Wakatabe  | 4:18    |
| 4. | „Don't look back!” (off vocal ver.)                                    | Carlos K.        | Seiji Mutō       | 4:22    |
| 5. | „Nietzsche senpai” (jap. ニーチェ先輩) (off vocal ver.)                | Shūtarō Katagiri | Shūtarō Katagiri | 4:12    |
| 6. | „Romantic Snow” (jap. ロマンティックスノー) (off vocal ver.)           | Yuka Uchiyae     | Makoto Wakatabe  | 4:18    |

| DVD | DVD | DVD     |
| Nr  | Tytuł utworu | Długość |
| --- | --- | ------- |
| 1.  | „NMB48 4th Anniversary Live @Grand Cube Osaka Main Hall (2014.10.16)” (jap. NMB48 4th Anniversary Live @グランキューブ大阪メインホール（2014年10月16日）) |         |

### Wer. teatralna
| CD | CD                                                                     | CD                  | CD                  | CD      |
| Nr | Tytuł utworu                                                           | Kompozycja          | Aranżacja           | Długość |
| -- | ---------------------------------------------------------------------- | ------------------- | ------------------- | ------- |
| 1. | „Don't look back!”                                                     | Carlos K.           | Seiji Mutō          | 4:22    |
| 2. | „Sotsugyō ryokō” (jap. 卒業旅行)                                       | Takamitsu Shimazaki | Takamitsu Shimazaki | 4:49    |
| 3. | „Nietzsche senpai” (jap. ニーチェ先輩) (wyk. Namba Teppōtai Sono Roku) | Shūtarō Katagiri    | Shūtarō Katagiri    | 4:12    |
| 4. | „Don't look back!” (off vocal ver.)                                    | Carlos K.           | Seiji Mutō          | 4:22    |
| 5. | „Sotsugyō ryokō” (jap. 卒業旅行) (off vocal ver.)                      | Takamitsu Shimazaki | Takamitsu Shimazaki | 4:49    |
| 6. | „Nietzsche senpai” (jap. ニーチェ先輩) (off vocal ver.)                | Shūtarō Katagiri    | Shūtarō Katagiri    | 4:12    |

## Skład zespołu
| „Don't look back!” |
| --- |
| - NMB48 Team N: Yūri Ōta, Yūka Katō, Kei Jōnishi, Ririka Sutō, Aika Nishimura, Akari Yoshida - NMB48 Team N / AKB48 Team K: Sayaka Yamamoto - NMB48 Team N / AKB48 Team B : Yuki Kashiwagi - NMB48 Team N / AKB48 Team 4: Riho Kotani - NMB48 Team M: Rina Kushiro, Miru Shiroma, Airi Tanigawa, Reina Fujie, Sae Murase - NMB48 Team M / AKB48 Team A: Fūko Yagura - NMB48 Team M / SKE48 Team KII: Nana Yamada (środek) - NMB48 Team BII: Miori Ichikawa, Ayaka Umeda, Kanako Kadowaki, Konomi Kusaka, Shū Yabushita - NMB48 Team BII / AKB48 Team 4: Nagisa Shibuya - NMB48 Team BII / SKE48 Team S: Miyuki Watanabe |

| „Sotsugyō ryokō” |
| --- |
| - NMB48 Team N: Rika Kishino, Kei Jōnishi, Natsumi, Yamagishi Yūki Yamaguchi, Akari Yoshida - NMB48 Team N / AKB48 Team K: Sayaka Yamamoto - NMB48 Team N / AKB48 Team 4: Riho Kotani - NMB48 Team M: Ayaka Okita, Rena Kawakami, Momoka Kinoshita, Rina Kondō, Miru Shiroma - NMB48 Team M / SKE48 Team KII: Nana Yamada - NMB48 Team BII: Kanako Kadowaki, Haruna Kinoshita - NMB48 Team BII / SKE48 Team S: Miyuki Watanabe |

| „Ren'ai Petenshi” |
| --- |
| - NMB48 Team N: Natsuko Akashi, Yūmi Ishida, Yūri Ōta, Yūka Katō, Rika Kishino, Saki Kono, Narumi Koga, Eriko Jō, Kei Jōnishi, Ririka Sutō, Rurina Nishizawa, Aika Nishimura, Kanako Muro, Rina Yamao, Natsumi Yamagishi, Yūki Yamaguchi, Akari Yoshida - NMB48 Team N / AKB48 Team K: Sayaka Yamamoto (środek) - NMB48 Team N / AKB48 Team B: Yuki Kashiwagi - NMB48 Team N / AKB48 Team 4: Riho Kotani - NMB48 Team N / HKT48 Team KIV: Anna Murashige |

| „Nietzsche senpai” |
| --- |
| - Team N: Natsuko Akashi, Eriko Jō, Ririka Sutō (środek), Rina Yamao - Team M: Reina Nakano - Team BII: Mirei Ueda, Chihiro Kawakami |

| „Heart, sakebu.” |
| --- |
| - NMB48 Team M: Yuki Azuma, Akari Ishizuka, Mizuki Uno, Ayaka Okita, Rena Kawakami, Momoka Kinoshita, Rina Kushiro, Rina Kondō, Miru Shiroma (środek), Yui Takano, Sara Takei, Airi Tanigawa, Reina Nakano, Reina Fujie, Megumi Matsumura, Arisa Miura, Mao Mita, Ayaka Murakami, Sae Murase, Ayaka Morita - NMB48 Team M / AKB48 Team A: Fūko Yagura (środek) - NMB48 Team M / SKE48 Team KII: Nana Yamada |

| „Romantic Snow” |
| --- |
| - NMB48 Team BII: Anna Ijiri, Kanae Iso, Miori Ichikawa, Mirei Ueda, Ayaka Umeda, MaI Odan, Kanako Kadowaki, Emika Kamieda, Chihiro Kawakami, Haruna Kinoshita, Konomi Kusaka, Hazuki Kurokawa, Honoka Terui, Kokoro Naiki, Momoka Hayashi, Chiho Matsuoka, Shū Yabushita - NMB48 Team BII / AKB48 Team 4: Nagisa Shibuya - NMB48 Team BII / SKE48 Team S: Miyuki Watanabe (środek) |

## Notowania
| Lista                             | Pozycja |
| --------------------------------- | ------- |
| Oricon Weekly Singles Chart       | 2       |
| Oricon Yearly Singles Chart       | 10      |
| Billboard Japan Hot 100           | 1       |
| Billboard Japan Top Singles Sales | 1       |